# 安東弘樹 Let’s Go Friday
『安東弘樹 Let’s Go Friday』（あんどうひろき レッツゴーフライデー）は、ニッポン放送制作・NRN系列で放送されていたバラエティ番組。2022年年末特番では『安東弘樹 Let’s Go Thursday』。

## 番組概要
ニッポン放送2020年度の金曜ナイターオフ番組枠において、同年8月まで平日午後のワイド枠にて放送していた『DAYS』月曜のパーソナリティであった、元TBSテレビアナウンサーの安東弘樹を同枠のパーソナリティに起用することを、安東が『DAYS』の最終回で明言し、その後9月9日に同局で行われた社長定例記者会見の場で発表された。
また、同局子会社に所属している田中美和子がパートナーとして出演し、番組コンセプトは「同い年の2人が送る、下世話な時間」と称しているが、番組構成としてナイターオフ恒例の内包番組とスポーツコーナとコーナーの構成の一部を『DAYS』から横滑りでリバイバルさせている。番組放送中は、リスナーからのメール若しくはTwitterのツイートを紹介しており、ハッシュタグ「#andy1242」で募る。
2020年度は新型コロナウイルスによる社会・経済的影響で、NPB公式戦の開幕が後ろ倒しされた変則日程の為、ネット局とニッポン放送ローカルの放送開始日に差異が生じ、ネット局の方が終了日時も後ろ倒しされた。この現象は2021年度も2020年東京オリンピック・パラリンピック開催に伴う、NPBのレギュラーシーズン中断に伴う日程の後ろ倒しに伴い、同様の編成を敷く事を決定した。
2022年12月29日、年末特番で9ヶ月ぶりに一夜のみ復活した。但し、木曜日の放送であったためタイトルは『安東弘樹 Let’s Go Thursday』に変更の上、関東ローカルでの放送。

## 出演者

### 現在

#### パーソナリティ
- 安東弘樹（フリーアナウンサー、元TBSテレビアナウンサー） - 2020年10月2日 - 2021年3月26日、2021年10月1日 - 2022年3月25日

#### パートナー（アシスタント）
- 田中美和子（タレント、フリーアナウンサー） - 2020年10月2日 - 2021年3月26日、2021年10月1日 - 2022年3月25日

- 東島衣里（ニッポン放送アナウンサー） - 2021年10月8日（※田中の代理）

### 過去

#### スポーツアナウンサー
- 洗川雄司（ニッポン放送アナウンサー） - 2020年11月13日 -  2021年3月19日

### ゲスト
- 長井短（モデル、女優）※20時台 - 2020年11月27日、2021年1月22日
- 笑福亭鶴光（落語家）※18、19時台前半 - 2020年12月18日、2021年2月19日、2021年10月22日
- 高橋真麻（フリーアナウンサー、タレント、元フジテレビアナウンサー）※19時台後半、20時台前半 - 2020年12月18日
- 笠井信輔（フリーアナウンサー、元フジテレビアナウンサー）※20時台後半 - 2020年12月18日
- 松任谷由実（シンガーソングライター）※21時台 - 2020年12月18日
- 川崎鷹也（シンガーソングライター）※19時台前半 - 2020年12月25日
- 吉田照美（フリーアナウンサー、元文化放送アナウンサー） - 2021年2月19日
- 大島由香里（フリーアナウンサー、元フジテレビアナウンサー） - 2021年2月19日
- 安藤優子（フリーアナウンサー、ニュースキャスター） - 2021年10月22日
- 青木源太（フリーアナウンサー、元日本テレビアナウンサー） - 2021年10月22日

## 放送時間

### 現在
※JST表記
- 金曜 17:30 - 20:00 - 2020年11月13日 - 2021年3月19日、2021年10月22日 - 2022年3月18日
- 金曜 19:00 - 21:00 - 2020年10月2日 - 11月6日、2021年3月26日、2021年10月1日 - 10月15日、2022年3月25日 ※ニッポン放送では放送せず裏送りとなる場合の放送時間

### 放送時間変更
2020年
- 11月27日：『SPECIAL BOX』枠にて、通常放送時間から1時間番組尺を延長して編成。
- 12月18日：12月聴取率調査週間編成として、『SPECIAL BOX』枠、『つるぎみゆきエンタメパレード』、『望月智之 イノベーターズ・クロス』を休止し、21:40まで時間尺を拡大して編成[7]。

2021年
- 1月1日：『ほろよいイブニングトーク 新春スペシャル』（17:00 - 18:00）、『森田健作の青春の勲章はくじけない心』（18:00 - 19:00）、『田中将大のオールナイトニッポンNY』（19:00 - 21:00）編成のため[8]、全編休止。
- 1月22日：『SPECIAL BOX』枠にて、通常放送時間から1時間番組尺を延長して編成。
- 2月19日：2月聴取率調査週間編成として、『SPECIAL BOX』枠、『つるぎみゆき エンタメパレード』、『望月智之 イノベーターズ・クロス』を休止し、21:40まで時間尺を拡大して編成。
- 10月22日：ニッポン放送での2021年度放送開始による拡大スペシャルとして、21:40まで時間尺を拡大して編成[9]。
- 11月12日:『ショウアップナイター スペシャル クライマックスシリーズ　セ ファイナルステージ 』実況中継の第3戦が編成されるため、ニッポン放送・東海ラジオは休止、それ以外のネット局は19:00 - 21:00まで裏送りで放送。
- 11月26日：『SPECIAL BOX』枠にて、通常放送時間から1時間番組尺を延長して編成。
- 12月24日：『ラジオ・チャリティー・ミュージックソン』が編成されるため、ニッポン放送および番組参加局[10]は休止、それ以外のネット局は19:00 - 21:00まで裏送りで放送。
- 12月31日：ニッポン放送は『Music Discovery with TuneCore Japan』（17:30 - 18:30）、『小島奈津子のおかえりなさい 増刊号』（19:30 - 20:00）を、ネット局は『前島花音のサウンドコレクション』（19:00 - 20:00）を編成のため、全編休止。

2022年
- 1月7日：ニッポン放送は19:00-21:40に、「ニッポン放送スポーツスペシャル ジャパンラグビー リーグワン2022 開幕戦　クボタスピアーズ船橋・東京ベイ vs 埼玉パナソニックワイルドナイツ」（国立霞ヶ丘陸上競技場開催、 19:15試合開始予定　実況：洗川雄司、解説：吉田義人、スペシャルゲスト解説：中川家 礼二、インタビュー（事前収録）：玉塚元一）を生放送する予定[11]であり、LFは19:00までの短縮放送、それ以後21:00（一部19:30、または20:00飛び降り）まではネット局向けに裏送りをする予定になっていたが、埼玉の選手にコロナ陽性反応者が大量に出たことから開催が中止となったため、飛び降りとなるネット局も含め通常の体制で（LFは21:40まで延長）放送。延長分に当たる21時台は、中継の代替番組扱いとしてそのリーグワンの特集を充当し、中継内で放送予定だった玉塚元一へのインタビューを含めて放送された。
- 3月4日：ニッポン放送は直後の『SPECIAL BOX』枠にてTBSラジオとの共同企画『にこるん・みちょぱの校内放送』を2局ネットで放送したため、一部地域（ニッポン放送以外の『SPECIAL BOX』枠ネット局）では裏送りの形で本番組を通常放送時間から1時間番組尺を延長して編成[12]。

## ネット局
ニッポン放送以外のネット局は放送時間の短い順に表記。

### 2020年度
| 放送対象地域  | 放送局                        | 放送時間           | 備考 |
| ------------- | ----------------------------- | ------------------ | --- |
| 関東広域圏    | ニッポン放送                  | 金曜 17:30 - 20:00 | 制作局 2020年11月13日から開始、2021年3月19日終了 |
| 京都府 滋賀県 | KBS京都 KBS滋賀               | 金曜 19:00 - 19:30 | |
| 青森県        | 青森放送（RAB）               | 金曜 19:00 - 20:00 | |
| 岩手県        | IBC岩手放送                   | 金曜 19:00 - 20:00 | |
| 秋田県        | 秋田放送（ABS）               | 金曜 19:00 - 20:00 | |
| 福島県        | ラジオ福島 （rfc）            | 金曜 19:00 - 20:00 | |
| 栃木県        | 栃木放送 （CRT）              | 金曜 19:00 - 20:00 | |
| 山梨県        | 山梨放送（YBS）               | 金曜 19:00 - 20:00 | |
| 静岡県        | 静岡放送（SBS）               | 金曜 19:00 - 20:00 | |
| 長野県        | 信越放送（SBC）               | 金曜 19:00 - 20:00 | |
| 福井県        | 福井放送（FBC）               | 金曜 19:00 - 20:00 | 2021年3月19日終了 |
| 岡山県        | RSK山陽放送                   | 金曜 19:00 - 20:00 | |
| 島根県 鳥取県 | 山陰放送（BSS）               | 金曜 19:00 - 20:00 | |
| 山口県        | 山口放送（KRY）               | 金曜 19:00 - 20:00 | 2021年3月19日終了 |
| 高知県        | 高知放送（RKC）               | 金曜 19:00 - 20:00 | |
| 宮崎県        | 宮崎放送（MRT）               | 金曜 19:00 - 20:00 | |
| 鹿児島県      | 南日本放送（MBC）             | 金曜 19:00 - 20:00 | |
| 沖縄県        | ラジオ沖縄 （ROK）            | 金曜 19:00 - 20:00 | |
| 山形県        | 山形放送（YBC）               | 金曜 19:00 - 20:00 | 2020年10月2日から11月6日まで、 NRN系列ネット局向け先行スタート時の 放送時間は19:00 - 21:00 2021年3月26日のNRN系列ネット局向け最終回も 同様の時間で放送 |
| 新潟県        | 新潟放送（BSN）               | 金曜 19:00 - 20:00 | 2020年10月2日から11月6日まで、 NRN系列ネット局向け先行スタート時の 放送時間は19:00 - 21:00 2021年3月26日のNRN系列ネット局向け最終回も 同様の時間で放送 |
| 富山県        | 北日本放送（KNB）             | 金曜 19:00 - 20:00 | 2020年10月2日から11月6日まで、 NRN系列ネット局向け先行スタート時の 放送時間は19:00 - 21:00 2021年3月26日のNRN系列ネット局向け最終回も 同様の時間で放送 |
| 石川県        | 北陸放送（MRO）               | 金曜 19:00 - 20:00 | 2020年10月2日から11月6日まで、 NRN系列ネット局向け先行スタート時の 放送時間は19:00 - 21:00 2021年3月26日のNRN系列ネット局向け最終回も 同様の時間で放送 |
| 和歌山県      | 和歌山放送 （wbs）            | 金曜 19:00 - 20:00 | 2020年10月2日から11月6日まで、 NRN系列ネット局向け先行スタート時の 放送時間は19:00 - 21:00 2021年3月26日のNRN系列ネット局向け最終回も 同様の時間で放送 |
| 徳島県        | 四国放送（JRT）               | 金曜 19:00 - 20:00 | 2020年10月2日から11月6日まで、 NRN系列ネット局向け先行スタート時の 放送時間は19:00 - 21:00 2021年3月26日のNRN系列ネット局向け最終回も 同様の時間で放送 |
| 香川県        | 西日本放送（RNC）             | 金曜 19:00 - 20:00 | 2020年10月2日から11月6日まで、 NRN系列ネット局向け先行スタート時の 放送時間は19:00 - 21:00 2021年3月26日のNRN系列ネット局向け最終回も 同様の時間で放送 |
| 大分県        | 大分放送（OBS）               | 金曜 19:00 - 20:00 | 2020年10月2日から11月6日まで、 NRN系列ネット局向け先行スタート時の 放送時間は19:00 - 21:00 2021年3月26日のNRN系列ネット局向け最終回も 同様の時間で放送 |
| 熊本県        | 熊本放送（RKK）               | 金曜 19:00 - 20:00 | 2020年10月2日から11月6日まで、 NRN系列ネット局向け先行スタート時の 放送時間は19:00 - 21:00 2021年3月26日のNRN系列ネット局向け最終回も 同様の時間で放送 |
| 長崎県 佐賀県 | 長崎放送（NBC） NBCラジオ佐賀 | 金曜 19:00 - 20:00 | 2020年10月2日から11月6日まで、 NRN系列ネット局向け先行スタート時の 放送時間は19:00 - 21:00 2021年3月26日のNRN系列ネット局向け最終回も 同様の時間で放送 |
| 宮城県        | 東北放送（TBC）               | 金曜 19:00 - 20:00 | 2020年11月13日から開始、2021年3月19日終了 |
| 中京広域圏    | 東海ラジオ（SF）              | 金曜 19:00 - 20:00 | 2020年11月13日から開始、2021年3月19日終了 番組が20時台以降も放送される場合、21:00までネット                                                            |

### 2021年度
特記のない局は2021年10月1日開始。
| 放送対象地域  | 放送局                        | 放送時間           | 備考                                                                                          |
| ------------- | ----------------------------- | ------------------ | --------------------------------------------------------------------------------------------- |
| 関東広域圏    | ニッポン放送                  | 金曜 17:30 - 20:00 | 制作局 2021年10月22日開始、2022年3月18日終了。                                                |
| 京都府 滋賀県 | KBS京都 KBS滋賀               | 金曜 19:00 - 19:30 | 『ラニーノーズの鼻!』内包のコーナー扱いでネット。                                             |
| 青森県        | 青森放送（RAB）               | 金曜 19:00 - 20:00 |                                                                                               |
| 岩手県        | IBC岩手放送                   | 金曜 19:00 - 20:00 |                                                                                               |
| 秋田県        | 秋田放送（ABS）               | 金曜 19:00 - 20:00 |                                                                                               |
| 福島県        | ラジオ福島 （rfc）            | 金曜 19:00 - 20:00 |                                                                                               |
| 栃木県        | 栃木放送 （CRT）              | 金曜 19:00 - 20:00 |                                                                                               |
| 山梨県        | 山梨放送（YBS）               | 金曜 19:00 - 20:00 |                                                                                               |
| 静岡県        | 静岡放送（SBS）               | 金曜 19:00 - 20:00 |                                                                                               |
| 長野県        | 信越放送（SBC）               | 金曜 19:00 - 20:00 |                                                                                               |
| 福井県        | 福井放送（FBC）               | 金曜 19:00 - 20:00 | 2022年3月18日終了。                                                                           |
| 岡山県        | RSK山陽放送                   | 金曜 19:00 - 20:00 |                                                                                               |
| 島根県 鳥取県 | 山陰放送（BSS）               | 金曜 19:00 - 20:00 |                                                                                               |
| 山口県        | 山口放送（KRY）               | 金曜 19:00 - 20:00 | 2022年3月18日終了。                                                                           |
| 高知県        | 高知放送（RKC）               | 金曜 19:00 - 20:00 |                                                                                               |
| 宮崎県        | 宮崎放送（MRT）               | 金曜 19:00 - 20:00 |                                                                                               |
| 鹿児島県      | 南日本放送（MBC）             | 金曜 19:00 - 20:00 |                                                                                               |
| 沖縄県        | ラジオ沖縄 （ROK）            | 金曜 19:00 - 20:00 |                                                                                               |
| 宮城県        | 東北放送（TBC）               | 金曜 19:00 - 20:00 | 2021年10月22日から開始、 2022年3月25日のみ19:09 - 20:00                                       |
| 山形県        | 山形放送（YBC）               | 金曜 19:00 - 20:00 | 番組が20時台以降も放送される場合、21:00までネット                                             |
| 新潟県        | 新潟放送（BSN）               | 金曜 19:00 - 20:00 | 番組が20時台以降も放送される場合、21:00までネット                                             |
| 富山県        | 北日本放送（KNB）             | 金曜 19:00 - 20:00 | 番組が20時台以降も放送される場合、21:00までネット                                             |
| 石川県        | 北陸放送（MRO）               | 金曜 19:00 - 20:00 | 番組が20時台以降も放送される場合、21:00までネット                                             |
| 和歌山県      | 和歌山放送 （wbs）            | 金曜 19:00 - 20:00 | 番組が20時台以降も放送される場合、21:00までネット                                             |
| 徳島県        | 四国放送（JRT）               | 金曜 19:00 - 20:00 | 番組が20時台以降も放送される場合、21:00までネット                                             |
| 香川県        | 西日本放送（RNC）             | 金曜 19:00 - 20:00 | 番組が20時台以降も放送される場合、21:00までネット                                             |
| 大分県        | 大分放送（OBS）               | 金曜 19:00 - 20:00 | 番組が20時台以降も放送される場合、21:00までネット                                             |
| 熊本県        | 熊本放送（RKK）               | 金曜 19:00 - 20:00 | 番組が20時台以降も放送される場合、21:00までネット                                             |
| 長崎県 佐賀県 | 長崎放送（NBC） NBCラジオ佐賀 | 金曜 19:00 - 20:00 | 番組が20時台以降も放送される場合、21:00までネット                                             |
| 中京広域圏    | 東海ラジオ（SF）              | 金曜 19:00 - 20:00 | 2021年10月22日から開始、2022年3月18日終了。 番組が20時台以降も放送される場合、21:00までネット |

※2022年3月18日で終了となった各局は、2022年3月25日にプロ野球開幕戦中継を放送した。

## タイムテーブル
※2020年度
2021年10月15日まではNRN系列局のみの放送。
| タイムテーブル | タイムテーブル                                  | タイムテーブル |
| 時刻           | 内容                                            | 備考 |
| -------------- | ----------------------------------------------- | --- |
| 17:30.00       | オープニング                                    | パーソナリティの挨拶とOPトーク後に1曲楽曲を流し、番組メニューの紹介を行う。 |
| 17:40.30       | ラジオリビング                                  | 16時台のリピート枠。 |
| 17:43.15       | スポーツニュースショウアップ                    | この時間までに入っているスポーツニュースやスポーツに関するトピックスを洗川が伝える。 |
| 17:46.30       | リスナーメッセージ紹介 その1                    | |
| 17:51.30       | 小島奈津子のおかえりなさい                      | 内包番組ゾーン |
| 17:56.00       | 5-56天気予報                                    | 『ショウアップナイター』を通しての継続コーナー。田中が気象情報を伝える。 |
| 17:57.30       | ニッポン放送交通情報（警視庁）                  | |
| 18:00.00       | 18時台オープニング                              | パーソナリティの挨拶後にリスナーメッセージを紹介。 |
| 18:04.30       | 今週の気になる Let’s Go ニュース 前半           | 『DAYS』のフリートークゾーンで行っていたリバイバルコーナー。 番組が押さえた今週のニュースを田中が読み上げ、安東がニュースに対して語り、トーク後に1曲楽曲を流す。 |
| 18:17.30       | 気になるトピックス（気にトピ）                  | 「今週の気になる Let’s Go ニュース」の後半パートをユルい話題に変更。 |
| 18:32.45       | ラジオリビング                                  | |
| 18:35.00       | ニッポン放送交通情報（警視庁）                  | |
| 18:37.00       | クイズ 女の子の気持ち                           | 2021年1月8日放送分から開始した、新コーナー。 常日頃、女性好きで気持ちが解っていると触れ込んでいる安東に向けて、女性の内心をクイズ形式で回答するコーナー。正答は番組スタッフのアルバイトAD女性が発表する。 |
| 18:41.30       | アリ・ナシ ゴーラン!                            | 『DAYS』の「DAYS談話室」のリバイバルコーナー。 レストラン経営者のゴーラン三好玲子と人生の様々なターニングポイント行動について有り無しをトークするコーナー。ゴーランが本業で来られない場合はコーナーを休止し、リスナーメッセージを紹介（補填扱い）。 コーナー締め後、1曲楽曲を流して尺が余ってれいばリスナーメッセージ紹介（補填扱い） |
| 18:56.30       | ニッポン放送交通情報                            | 尺が余ってれいばリスナーメッセージを紹介（補填扱い） |
| 19:00.00       | 19時台オープニング                              | パーソナリティが挨拶後、リスナーメッセージを紹介。 |
| 19:03.00       | Let’s Go 青春あるある                           | ニッポン放送にて放送開始した、同年11月13日放送分から開始したコーナー「Let’s Go 昭和あるある」と「思春期おじさん」をドッキングさせてリニューアル。田中が菊池桃子をオマージュしたキャラ、“菊池ミワ桃子”に成りきり、誰もが経験する青春時代の甘酸っぱい「あるある」を紹介するコーナー。コーナー締め後に1曲楽曲を流す。                    |
| 19:13.45       | お趣味探訪                                      | 人生を生き抜く上で充実させる趣味について、リスナーに加電して話を聞く。しかし、2020年12月11日放送分からは一般人リスナーの出演は無くなり、基本的に芸能人やYoutuberが出演する事となった。 コーナー締め後で1曲楽曲を流す。 |
| 19:27.00       | リスナーメッセージ紹介 その2 美和子にリクエスト | テーマメッセージの積み残し分を紹介。 田中がメールゾーンでアカペラ歌唱をコーナー化。BGとしてフェードアウトして、KBS京都のみ飛び降り。 |
| 19:31.45       | 今週、好きになった人                            | 2020年11月13日放送分から開始したトークゾーン。 恋多き安東が、放送日週に（脳内で）恋をした人を紹介する。紹介する人間が芸能人等の場合は電話出演のパターンもある。コーナー締め後に1曲楽曲を流してからリスナーメッセージを紹介。 |
| 19:45.30       | バトン・ソングス                                | 大切な誰かに届けたい楽曲をバトン形式で届けるコーナー。 |
| 19:55.00       | エンディング                                    | |

## コーナー

### 過去
- これっておかしく無いですか?

『DAYS』のリバイバルコーナーで、リスナーの怒りについて反応するコーナーであったが、2020年10月2日放送分以後に、番組スタッフが「アリ・ナシ ゴーラン!」コーナーとニュアンスが被っているため、たった1回でコーナー終了。
- Let’s Go 昭和あるある

2020年10月2日放送分にて、前述の「これっておかしく無いですか?」に代わって開始した、リスナーメッセージテーマ発展からのレギュラーコーナー化。ノスタルジーに浸れる「昭和あるある」を紹介するコーナー。
- 思春期おじさん

番組のネット局先行時に開始。中学生な一面を持っていると自覚する安東のために、大人になり切れない大人の中学生の様な行動、甘酸っぱい暴走を紹介するコーナー。
- 狙え!万馬券 今週の注目馬ショウアップ

過去、ナイターオフ番組からの継続で『ザ・フォーカス〜フライデースペシャル』からのコーナー移動。放送週週末の中央競馬の重賞レースの注目馬を『日曜競馬ニッポン』の司会である報道スポーツコンテンツセンター契約アナウンサーの清水が紹介し、安東と田中の予想を紹介するコーナー2020年の秋のG1レース消化と共にコーナー終了。